# Isola De Pinedo
L'isola De Pinedo è un'isola fluviale sul fiume Po, situata nel territorio del comune di Caorso, in provincia di Piacenza.
L'isola, insieme ad un'ampia zona di macchia lungo il corso del Po, fa parte dell'Oasi naturalistica dell'isola De Pinedo, zona faunistica protetta ricompresa tra i comuni di Caorso e Monticelli d'Ongina. Al tempo stesso l'isola fa parte del sito SIC-ZPS Fiume Po da Rio Boriacco a Bosco Ospizio, che include al suo interno tutta la zona rivierasca del Po ricadente all'interno della provincia di Piacenza.
Nell'oasi sono presenti numerose specie di uccelli acquatici, tra cui il falco di palude e l'airone rosso, la cui nidificazione e sosta è favorita dalla presenza di numerose zone umide. Oltre agli uccelli sono presenti vari rapaci e la Rana latastei, specie anfibia a rischio di estinzione. Tra le specie ittiche, sono presenti lucci, carpe, tinche, lasche, alborelle e barbi, nonché molluschi bivalvi filtratori, tra i quali l'Unio e l'Anodonta.
La maggioranza della zona protetta ricadeva nella zona protetta limitrofa alla centrale nucleare di Caorso, che si è rivelata fondamentale per la conservazione dell'ambiente naturale a causa dei vincoli di tutela intorno all'impianto che hanno impedito l'antropizzazione della zona.
L'isola e l'oasi prendono il nome dell'eroe dell'aria Francesco De Pinedo, aviatore attivo durante la prima guerra mondiale a causa della presenza di numerose specie di volatili.